# ۱۲۰ (قمری)
۱۲۰ (قمری)، صد و بیستمین سال در گاهشماری هجری قمری است. اول محرم این سال برابر با دوم ژانویه سال ۷۳۸ میلادی است.

## وابسته
- شعوبیه
- پنجکنت
- نافع مدنی